# 吉田大喜
吉田 大喜（よしだ だいき、1997年7月27日 - ）は、大阪府茨木市出身の野球選手（投手）。右投右打。東邦ガス硬式野球部に所属し、社会人野球選手として現役を続行している。

## 経歴

### プロ入り前
茨木市立白川小学校の5年時に若鮎スポーツ少年団で軟式野球を始め、中学校時代には学内の軟式野球部に所属した。中学2年時の夏までは内野手だったが、2年時の秋から投手に転向した。
中学校からの卒業後に大阪府立大冠高等学校へ進学すると、1年時夏の選手権大阪大会で、控え投手ながらチームの全試合（4試合）に登板した。2年時春の大阪府大会では、私立の強豪校（PL学園高校・上宮太子高等学校）を相次いで撃破するなど、創部後初めての3位進出に貢献。エースの座をつかんだ2年時夏の選手権大阪大会では、チームを3回戦まで導いたが、後に全国優勝を成し遂げた大阪桐蔭高等学校の前に4-9で敗れた。3年生だった2015年夏の選手権大阪大会では、大阪府立香里丘高等学校との3回戦で毎回三振を奪った末に18奪三振で完投勝利。NPB4球団のスカウトが視察する前で先発した大阪市立汎愛高等学校との準々決勝でも完投勝利を収めるなど、府内の公立高校としては7年ぶりの準決勝進出に貢献した。在学中は甲子園球場の全国大会と無縁であったが、最速140km台のストレートを武器に「公立の星」と呼ばれるほどの実績を残したことから、大会後にはプロ志望届を日本学生野球協会へ提出。しかし、秋のNPBドラフト会議ではどの球団からも指名されず、卒業後は日本体育大学へ進学した。
日本体育大学では、1年時の秋から首都大学野球のリーグ戦7試合に登板し、3勝1敗、防御率1.73という好成績を記録。2年時の夏に右肘を痛めたが、3年時の春からリーグ戦に復帰し、4年時には先発としてもクローザーとしても起用された。春季リーグ戦では防御率1位（1.23）を記録すると、秋季リーグの対大東文化大学戦では完封勝利を記録した。また、4年時夏の日米大学野球選手権大会では、日本代表のセットアッパーとして全5試合に登板。全試合を通じて失点を1（自責点を0）にとどめる好投で、代表チームの3大会ぶり優勝に貢献した。在学中には、リーグ戦通算34試合の登板で、5勝5敗ながら1完投、1完封、防御率1.57を記録。同期に後にヤクルトで同僚となる柴田大地、1学年先輩に松本航と東妻勇輔がいる。
大学3年時には卒業後の社会人野球入りを検討していたが、4年時の2019年の秋にプロ志望届を改めて提出し、NPBドラフト会議で東京ヤクルトスワローズから2位指名を受け、契約金7500万円、年俸1200万円（金額は推定）という条件で入団した。背番号は28。チームには同姓の吉田大成が在籍しているため、入団後は報道などでは「吉田喜」、スコアボードではフルネームの「吉田大喜」という表記が用いられている。

### ヤクルト時代
2020年は、春季キャンプを一軍でスタート。オープン戦以降も、レギュラーシーズン開幕直前の練習試合まで、一軍で登板を重ねた。開幕一軍入りには至らなかったが、7月17日の対広島東洋カープ戦（MAZDA Zoom-Zoomスタジアム広島）で、先発投手として一軍公式戦にデビュー。2試合の先発登板をはさんで、8月7日の対横浜DeNAベイスターズ戦（明治神宮野球場）で公式戦初勝利を挙げた。最終成績は、14試合の登板で2勝7敗、防御率5.21だった。
2021年は、開幕からリリーフとして起用された。しかし、5月28日の対オリックス・バファローズ戦（京セラドーム大阪）で1失点したのを日切りに、4試合連続失点を喫した。最終的に、この年は16試合に中継ぎとして登板したが、防御率6.17と振るわなかった。
2022年は、5月11日の対中日ドラゴンズ戦で先発するも、敗戦投手となる。僅か2試合の登板に留まり、WHIP2.11と安定感に欠けた。
2023年は一軍での登板がなく、10月31日に球団から戦力外通告を受ける。11月15日に12球団合同トライアウトに参加した。

### 社会人野球時代
ヤクルトからの戦力外通告後は妻との話し合いの末、家族とともに愛知県に移り住み、2024年より社会人野球・東邦ガスで現役を続行することを決断した。吉田は育成選手や独立リーグからの復帰という気持ちは抱けなかったものの、野球は続けたいという気持ちを家族が酌み、東京から愛知に移住して社会人野球に進んで家族を支える方向への選択に至った。
2025年のベーブルース杯までは中継ぎとしての登板に限られていたものの、都市対抗東海地区2次予選では5試合に先発して防御率3.65・WHIP1.34を記録した。チームは第6代表決戦まで残りながらも敗退したが、第5代表のヤマハに補強され本戦への出場が叶った。

## 選手としての特徴
最速152km/hのストレートと、大学3年時に投げ方を習得したスプリットが武器。カーブやチェンジアップも投げるほか、大学時代には、投球の幅を広げるためにスライダーの投げ方も身に付けた。
大学時代に投手コーチとして指導した辻孟彦によれば、入学の時点で投手としては細身の体型だったものの、投球フォームはほとんど欠点が見られなかったという。入学後はトレーニングで体幹の強化や右股関節の機能性向上を図ったことにより、ストレートの球速や球威が高まっている。

## 人物
実父は、大阪府茨木市内で「すみれスポーツ」という野球用具店を営んでいる。元々は家業（仏事関連の会社）を引き継いでいたが、草野球好きが高じて、大喜の中学生時代（2010年）に「すみれスポーツ」を開業。大喜がヤクルトへ入団した時点（2020年）では、東京都に1ヶ所、奈良県に2ヶ所の用具工場を擁している。大喜も、日本体育大学在学中から、実父が手掛けたオーダーグラブを試合で使用。「すみれスポーツ」のグラブを使用するNPB選手は自身しかいないため、一軍公式戦で初勝利を挙げた際には、「自分が活躍することで宣伝になれば良い」とのコメントを残している。
大冠高校から日本体育大学へ進学したのは、大冠高校時代の監督が日本体育大学硬式野球部のOBである縁で、日体大の辻コーチが吉田の投球を視察していたことにもよる。辻によれば、投手コーチとして2015年の春に同部へ復帰してから、自身のスカウティングによって入部に導いた高校生投手は吉田が初めてとされる。

## 詳細情報

### 年度別投手成績
| 年 度     | 球 団     | 登 板 | 先 発 | 完 投 | 完 封 | 無 四 球 | 勝 利 | 敗 戦 | セ 丨 ブ | ホ 丨 ル ド | 勝 率 | 打 者 | 投 球 回 | 被 安 打 | 被 本 塁 打 | 与 四 球 | 敬 遠 | 与 死 球 | 奪 三 振 | 暴 投 | ボ 丨 ク | 失 点 | 自 責 点 | 防 御 率 | W H I P |
| --------- | --------- | ----- | ----- | ----- | ----- | -------- | ----- | ----- | -------- | ----------- | ----- | ----- | -------- | -------- | ----------- | -------- | ----- | -------- | -------- | ----- | -------- | ----- | -------- | -------- | ------- |
| 2020      | ヤクルト  | 14    | 14    | 0     | 0     | 0        | 2     | 7     | 0        | 0           | .222  | 308   | 67.1     | 80       | 10          | 34       | 2     | 0        | 53       | 2     | 1        | 40    | 39       | 5.21     | 1.69    |
| 2021      | ヤクルト  | 16    | 0     | 0     | 0     | 0        | 1     | 1     | 0        | 0           | .500  | 111   | 23.1     | 31       | 5           | 12       | 1     | 0        | 26       | 3     | 0        | 17    | 16       | 6.17     | 1.84    |
| 2022      | ヤクルト  | 2     | 2     | 0     | 0     | 0        | 0     | 1     | 0        | 0           | .000  | 44    | 9.0      | 14       | 1           | 5        | 0     | 0        | 7        | 0     | 0        | 3     | 3        | 3.00     | 2.11    |
| 通算：3年 | 通算：3年 | 32    | 16    | 0     | 0     | 0        | 3     | 9     | 0        | 0           | .250  | 463   | 99.2     | 125      | 16          | 51       | 3     | 0        | 86       | 5     | 1        | 60    | 58       | 5.24     | 1.77    |

### 年度別守備成績
| 年 度 | 球 団    | 投手  | 投手  | 投手  | 投手  | 投手  | 投手     |
| 年 度 | 球 団    | 試 合 | 刺 殺 | 補 殺 | 失 策 | 併 殺 | 守 備 率 |
| ----- | -------- | ----- | ----- | ----- | ----- | ----- | -------- |
| 2020  | ヤクルト | 14    | 0     | 9     | 0     | 1     | 1.000    |
| 2021  | ヤクルト | 16    | 2     | 5     | 1     | 1     | .875     |
| 2022  | ヤクルト | 2     | 0     | 3     | 0     | 0     | 1.000    |
| 通算  | 通算     | 32    | 2     | 17    | 1     | 2     | .950     |

### 記録
初記録
投手記録
- 初登板・初先発登板：2020年7月17日、対広島東洋カープ4回戦（MAZDA Zoom-Zoomスタジアム広島）、2回1/3 5失点で敗戦投手
- 初奪三振：同上、2回裏に田中広輔から見逃し三振
- 初勝利・初先発勝利：2020年8月7日、対横浜DeNAベイスターズ7回戦（明治神宮野球場）、6回2失点

打撃記録
- 初打席：初登板参照、2回表に大瀬良大地から見逃し三振
- 初安打・初打点：2020年7月24日、対読売ジャイアンツ6回戦（明治神宮野球場）、2回裏に今村信貴から右前2点適時打

### 背番号
- 28（2020年 - 2023年）

### 登場曲
- 「キミシダイ列車」ONE OK ROCK（2020年 - ）